# Ernie Farrow
Ernie Farrow (13. listopadu 1928 – 14. července 1969) byl americký jazzový kontrabasista. Jeho nevlastní sestrou byla klavíristka Alice Coltrane. V dětství hrál na klavír. V padesátých a šedesátých letech byl členem kapely Yusefa Lateefa a nahrál s ním řadu alb. Během své kariéry spolupracoval i s dalšími hudebníky, mezi které patří Stan Getz, Red Garland nebo Barry Harris.